# Дискография синглов Майкла Джексона
Дискография синглов американского певца Майкла Джексона включает 67 синглов в качестве сольного исполнителя, 45 промосинглов и ограниченных релизов, а также 7 синглов как приглашённого артиста.
В 1972 году, являясь участником группы, Джексон выпускает свой первый сольный сингл «Got to Be There» из одноименного дебютного альбома, который достиг четвертого места в национальном хит-параде. В том году вышел второй альбом Ben и сопровождался выпуском единственного сингла на заглавную песню, который  имел успех и возглавил «горячую сотню Billboard», став первым сольным хитом Джексона. Композиция получила «Золотой глобус» в категории «лучшая песня» и номинацию на «Оскар». Следующие две пластинки Music & Me и Forever, Michael  и выпущенные к ним синглы не имели коммерческого успеха. Изданный в 1979 году альбом Off the Wall стал первым сольным альбомом Джексона, где четыре сингла попали в десятку лучших хитов в американском чарте, а пять — стали хитами во Великобритании. Достигших вершин чартов Billboard, синглы «Don't Stop 'Til You Get Enough» и «Rock with You» получили 5-кратный платиновый сертификат от Американской ассоциации звукозаписывающих компаний (RIAA).
В 1982 году вышел шестой студийный альбом Thriller и в качестве синглов были выпущены семь композиций (в том числе дуэт с Полом Маккартни «The Girl Is Mine»), которые попали в десятку лучших в чарте Hot 100. Этот успех установил рекорд по количеству синглов из альбома, попавших в топ-10, а два сингла «Beat It» и «Billie Jean» достигли первого места в чарте. За песню «Billie Jean» Джексон был удостоен двух статуэток «Грэмми» в номинациях «лучшая ритм-н-блюз песня» и «лучший мужской ритм-н-блюз-вокал», как и за «Beat It» в номинации «запись года» и «лучший мужской рок-вокал». В 1983 году Джексон принял участие в записи песни Пола Маккартни «Say Say Say» из его альбома Pipes of Peace, которая заняла верхнюю строчку хит-парада в США. В 1987 году последовал следующий седьмой альбом Bad, и сопровождался релизом девяти синглов, пять из которых («I Just Can't Stop Loving You», «Bad», «The Way You Make Me Feel», «Man in the Mirror» и «Dirty Diana») возглавили хит-парад Billboard Hot 100. Таким образом, певец также установил рекорд по количеству синглов № 1 на одной пластинки в американском чарте.
В 1991 году Джексон выпустил свой восьмой студийный альбом Dangerous. Дебютным синглом с данного альбома стала композиция «Black or White» ставший вскоре хитом №1 в США. Затем были выпущены синглы, вошедших в первую десятку национального хит-парада: «Remember the Time», «In the Closet», «Will You Be There». В 1995 году был издан девятый альбом HIStory: Past, Present and Future, Book I. В поддержку альбома были выпущены четыре сингла: «Scream» (при участии младшей сестры Джексона, Джанет), «Earth Song», «They Don't Care About Us» и «You Are Not Alone». Песня «You Are Not Alone» сразу дебютировала на первую строчку Billboard Hot 100 и это событие стало первым за 37-летнюю историю существования чарта. Достижение этого сингла было отмечено в «Книге рекордов Гиннесса» как «песня, дебютировавшая на первое место в чарте синглов США». «Earth Song» в течение шести недель возглавлял чарты в Великобритании и Германии и с общим тиражом более миллиона проданных экземпляров, стал одним из самых успешных синглов Джексона в этих странах. Выпуск десятого и последнего сольного альбома Invincible вышедшего в 2001 году, сопровождался тремя синглами: «You Rock My World», «Cry» и «Butterflies». Из-за отсутствия продвижения со стороны лейбла, синглы не смогли достичь вершин чартов, а песня «Butterflies» является последней высокооцененной композицией в карьере Джексона, добравшись до 2-й строчки в чарте R&B и 14-й в Hot 100.
После внезапной смерти певца в июне 2009 году, продажи его музыки резко возросли, а альбомы и синглы вновь начали занимать высшие позиции многих стран мира. Джексон стал первым музыкантом, установивший рекорд по продажам в цифровом формате песен, с показателями более миллиона скачиваний за неделю (около 2,6 миллиона скачиваний). Стремительный рост продаж привел тому, что в марте 2010 года компания Sony Music заключила с семьей Джексона сделку на 250 миллионов долларов, чтобы продлить свои права на распространение каталога песен музыканта, а в 2017 году Sony продлила сделку, которая вступила в силу в январе 2018 года. В рамках этого соглашения были выпущены два посмертных альбома-сборника с ранее не издававшимися композициями и различные компиляции. Первый посмертный альбом Michael был выпущен в конце 2010 года и в качестве синглов были изданы четыре песни: «Hold My Hand» (при участии Эйкона), «Hollywood Tonight», «Behind The Mask» и «I (Like) The Way You Love Me». В 2014 году состоялся релиз второго посмертного альбома Xscape и в его поддержку были выпущены два сингла: «Love Never Felt So Good» и «A Place with No Name». Песня «Love Never Felt So Good» в дуэте с Джастином Тимберлейком сумела попасть в топ-10 чарта США, став первым успешным синглом из посмертных релизов Джексона.
Майкл Джексон является единственным исполнителем среди вокалистов-мужчин, чьи синглы занимали первую десятку в чарте Billboard Hot 100 на протяжении пяти десятилетий. Три композиции певца попали в список журнала Rolling Stone «500 величайших песен всех времён»: «Rock with You» (354-е место), «Beat It» (185-е место), «Billie Jean» (44-е место). Согласно рейтингу журнала Billboard, Джексон входит в топ-10 «Самых успешных артистов в Hot 100», а его 13 синглов возглавляли чарт синглов в США.

## Как ведущий исполнитель
| Год                                                         | Сингл                                                                           | Высшая позиция в чартах | Высшая позиция в чартах | Высшая позиция в чартах | Высшая позиция в чартах | Высшая позиция в чартах | Высшая позиция в чартах | Высшая позиция в чартах | Высшая позиция в чартах | Высшая позиция в чартах | Высшая позиция в чартах | Высшая позиция в чартах | Высшая позиция в чартах | Высшая позиция в чартах | Высшая позиция в чартах | Высшая позиция в чартах | Высшая позиция в чартах | Высшая позиция в чартах | Высшая позиция в чартах | Высшая позиция в чартах | Сертификация (пороги продаж) | Альбом                                           | П       |
| Год                                                         | Сингл                                                                           | US                      | GB                      | AU                      | AT                      | DE                      | DK                      | IE                      | ES                      | IT                      | CA                      | NL                      | NZ                      | NO                      | FI                      | FR                      | CH                      | SE                      | VL                      | WA                      | Сертификация (пороги продаж) | Альбом                                           | П       |
| ----------------------------------------------------------- | ------------------------------------------------------------------------------- | ----------------------- | ----------------------- | ----------------------- | ----------------------- | ----------------------- | ----------------------- | ----------------------- | ----------------------- | ----------------------- | ----------------------- | ----------------------- | ----------------------- | ----------------------- | ----------------------- | ----------------------- | ----------------------- | ----------------------- | ----------------------- | ----------------------- | --- | ------------------------------------------------ | ------- |
| 1971                                                        | «Got to Be There»                                                               | 4                       | 5                       | 83                      | —                       | —                       | —                       | —                       | —                       | —                       | 3                       | —                       | —                       | —                       | —                       | —                       | —                       | —                       | —                       | —                       | | Got to Be There                                  | [ 57 ]  |
| 1972                                                        | «Rockin' Robin»                                                                 | 2                       | 3                       | 16                      | —                       | —                       | —                       | 16                      | 19                      | —                       | 13                      | —                       | 16                      | —                       | —                       | —                       | —                       | —                       | —                       | —                       | Список - BPI: Серебряный | Got to Be There                                  | [ 59 ]  |
| 1972                                                        | «I Wanna Be Where You Are»                                                      | 16                      | —                       | —                       | —                       | —                       | —                       | —                       | —                       | —                       | 57                      | —                       | —                       | —                       | —                       | —                       | —                       | —                       | —                       | —                       | | Got to Be There                                  | [ 60 ]  |
| 1972                                                        | «Ain't No Sunshine»                                                             | —                       | 8                       | —                       | —                       | —                       | —                       | —                       | —                       | —                       | —                       | 17                      | —                       | —                       | —                       | —                       | 99 [A]                  | —                       | —                       | —                       | | Got to Be There                                  | [ 61 ]  |
| 1972                                                        | «Ben»                                                                           | 1                       | 7                       | 1                       | —                       | —                       | —                       | 15                      | —                       | —                       | 6                       | 2                       | 12                      | —                       | —                       | 81                      | —                       | —                       | 7                       | 40                      | Список - BPI: Серебряный | Ben                                              | [ 62 ]  |
| 1973                                                        | «With a Child's Heart»                                                          | 50                      | —                       | —                       | —                       | —                       | —                       | —                       | —                       | —                       | 60                      | —                       | —                       | —                       | —                       | —                       | —                       | —                       | —                       | —                       | | Music & Me                                       | [ 63 ]  |
| 1973                                                        | «Morning Glow»                                                                  | —                       | —                       | 98                      | —                       | —                       | —                       | —                       | —                       | —                       | —                       | —                       | —                       | —                       | —                       | —                       | —                       | —                       | —                       | —                       | | Music & Me                                       | [ 64 ]  |
| 1973                                                        | «Music and Me»                                                                  | —                       | —                       | —                       | —                       | —                       | —                       | —                       | —                       | —                       | —                       | 29                      | —                       | —                       | —                       | —                       | —                       | —                       | —                       | —                       | | Music & Me                                       | [ 65 ]  |
| 1973                                                        | «Happy»                                                                         | —                       | 52                      | 31                      | —                       | —                       | —                       | —                       | —                       | —                       | —                       | —                       | 21                      | —                       | —                       | —                       | —                       | —                       | —                       | —                       | | Music & Me                                       | [ 66 ]  |
| 1975                                                        | «We're Almost There»                                                            | 54                      | 46                      | —                       | —                       | —                       | —                       | —                       | —                       | 9 [A]                   | 79                      | —                       | 21                      | —                       | —                       | —                       | —                       | —                       | —                       | —                       | | Forever, Michael                                 | [ 67 ]  |
| 1975                                                        | «Just a Little Bit of You»                                                      | 23                      | —                       | —                       | —                       | —                       | —                       | —                       | —                       | —                       | 43                      | —                       | —                       | —                       | —                       | —                       | —                       | —                       | —                       | —                       | | Forever, Michael                                 | [ 68 ]  |
| 1978                                                        | «Ease on Down the Road» (при участии Дайаны Росс)                               | 41                      | 45                      | —                       | —                       | —                       | —                       | —                       | —                       | —                       | 35                      | 33                      | —                       | —                       | —                       | —                       | —                       | —                       | —                       | —                       | | The Wiz                                          | [ 69 ]  |
| 1979                                                        | «You Can't Win»                                                                 | 81                      | —                       | —                       | —                       | —                       | —                       | —                       | —                       | —                       | —                       | —                       | —                       | —                       | —                       | —                       | —                       | —                       | —                       | —                       | | The Wiz                                          | [ 70 ]  |
| 1979                                                        | «A Brand New Day» (при участии Дайаны Росс и звезд «Виз»)                       | —                       | —                       | —                       | —                       | —                       | —                       | —                       | —                       | —                       | —                       | 1                       | —                       | —                       | —                       | —                       | —                       | —                       | 1                       | —                       | | The Wiz                                          | [ 71 ]  |
| 1979                                                        | «Don't Stop 'Til You Get Enough»                                                | 1                       | 3                       | 1                       | 11                      | 13                      | —                       | 10                      | 2                       | 6                       | 3                       | 2                       | 1                       | 1                       | 5                       | 12                      | 4                       | 18                      | 2                       | —                       | Список - RIAA: 5хПлатиновый - ARIA: Платиновый - IFPI Danmark: Золотой - FIMI: Золотой - BPI: Платиновый | Off the Wall                                     | [ 75 ]  |
| 1979                                                        | «Rock with You»                                                                 | 1                       | 7                       | 4                       | —                       | 58                      | —                       | 11                      | 1                       | 9                       | 3                       | 22                      | 3                       | —                       | 27                      | 59                      | 68 [A]                  | —                       | —                       | —                       | Список - RIAA: 5×Платиновый - ARIA: Золотой - IFPI Danmark: Золотой - BPI: Платиновый | Off the Wall                                     | [ 77 ]  |
| 1979                                                        | «Off the Wall»                                                                  | 10                      | 7                       | 94                      | —                       | —                       | —                       | 20                      | —                       | —                       | 11                      | 18                      | 14                      | 4                       | —                       | —                       | 81 [A]                  | 9                       | —                       | —                       | Список - RIAA: Платиновый - BPI: Серебряный | Off the Wall                                     | [ 78 ]  |
| 1980                                                        | «She's Out of My Life»                                                          | 10                      | 3                       | 17                      | —                       | —                       | —                       | 4                       | —                       | —                       | 15                      | 13                      | 6                       | —                       | —                       | —                       | 97 [A]                  | —                       | —                       | —                       | Список - RIAA: Платиновый | Off the Wall                                     | [ 79 ]  |
| 1980                                                        | «Girlfriend»                                                                    | —                       | 41                      | —                       | —                       | —                       | —                       | —                       | —                       | —                       | —                       | —                       | 49                      | —                       | —                       | —                       | —                       | —                       | —                       | —                       | | Off the Wall                                     | [ 80 ]  |
| 1981                                                        | «One Day in Your Life»                                                          | 55                      | 1                       | 9                       | —                       | —                       | —                       | 1                       | —                       | —                       | —                       | 2                       | 48                      | —                       | —                       | —                       | —                       | —                       | 1                       | —                       | Список - BPI: Золотой | One Day in Your Life                             | [ 81 ]  |
| 1982                                                        | «The Girl Is Mine» (при участии Пола Маккартни)                                 | 2                       | 8                       | 4                       | —                       | 53                      | —                       | 4                       | 1                       | —                       | 8                       | 16                      | 3                       | 2                       | 6                       | —                       | —                       | —                       | 8                       | —                       | Список - RIAA: Платиновый - AMPROFON: Золотой | Thriller                                         | [ 83 ]  |
| 1983                                                        | «Billie Jean»                                                                   | 1                       | 1                       | 1                       | 2                       | 2                       | 8 [A]                   | 1                       | 1                       | 3                       | 1                       | 3                       | 2                       | 5                       | 2                       | 1                       | 1                       | 2                       | 1                       | —                       | Список - RIAA: Бриллиантовый - ARIA: 9xПлатиновый - BVMI:Платиновый - IFPI Danmark: 3xПлатиновый - FIMI: 2xПлатиновый - PROMUSICAE: Золотой - MC: 2xПлатиновый - AMPROFON: Бриллиантовый + Платиновый - RIANZ: Золотой - SNEP: Платиновый - BPI: ЗхПлатиновый | Thriller                                         | [ 91 ]  |
| 1983                                                        | «Beat It»                                                                       | 1                       | 3                       | 2                       | 6                       | 2                       | 16                      | 2                       | 1                       | 12                      | 1                       | 1                       | 1                       | 8                       | 12                      | 1                       | 2                       | 19                      | 1                       | —                       | Список - RIAA: 8×Платиновый - ARIA: Платиновый - BVMI:Платиновый - IFPI Danmark: Платиновый - FIMI: Платиновый - MC: Платиновый - AMPROFON: Бриллиантовый + Золотой - RIANZ: Золотой - SNEP: Платиновый - BPI: 2хПлатиновый                                   | Thriller                                         | [ 95 ]  |
| 1983                                                        | «Wanna Be Startin' Somethin'»                                                   | 5                       | 8                       | 25                      | —                       | 16                      | 22                      | 5                       | —                       | 14                      | 1                       | 3                       | 35                      | —                       | —                       | 14                      | 30                      | —                       | 3                       | —                       | Список - RIAA: Платиновый - BPI: Серебряный | Thriller                                         | [ 96 ]  |
| 1983                                                        | «Human Nature»                                                                  | 7                       | 62 [A]                  | 64                      | —                       | 64                      | 39 [A]                  | —                       | —                       | —                       | 11                      | 11                      | 33                      | —                       | —                       | 165                     | 46 [A]                  | 38 [A]                  | 12                      | —                       | Список - RIAA: Платиновый - IFPI Danmark: Золотой - AMPROFON: Золотой - BPI: Серебряный | Thriller                                         | [ 98 ]  |
| 1983                                                        | «P.Y.T. (Pretty Young Thing)»                                                   | 10                      | 11                      | 40                      | —                       | 51                      | —                       | 4                       | —                       | —                       | 17                      | 14                      | —                       | —                       | —                       | 15                      | 92 [A]                  | —                       | 6                       | —                       | Список - RIAA: 4×Платиновый - IFPI Danmark: Золотой - AMPROFON: Золотой - BPI: Платиновый | Thriller                                         | [ 100 ] |
| 1983                                                        | «Thriller»                                                                      | 4                       | 10                      | 4 [A]                   | 5                       | 9                       | 25 [A]                  | 4                       | 1                       | 2                       | 3                       | 4                       | 6                       | 7                       | 7                       | 1                       | 3                       | 10                      | 1                       | —                       | Список - RIAA: Бриллиантовый - ARIA: 6xПлатиновый - BVMI: Золотой - IFPI Danmark: Платиновый - FIMI: Платиновый - PROMUSICAE: 2хПлатиновый - AMPROFON: Платиновый + Золотой - SNEP: Платиновый - BPI: 2хПлатиновый                                            | Thriller                                         | [ 104 ] |
| 1984                                                        | «Farewell My Summer Love»                                                       | 38                      | 7                       | 68                      | —                       | 51                      | —                       | 4                       | —                       | —                       | 46                      | —                       | 35                      | —                       | —                       | —                       | —                       | —                       | 7                       | —                       | | Farewell My Summer Love                          | [ 105 ] |
| 1984                                                        | «Girl You're So Together»                                                       | —                       | 33                      | —                       | —                       | —                       | —                       | 29                      | —                       | —                       | —                       | —                       | —                       | —                       | —                       | —                       | —                       | —                       | —                       | —                       | | Farewell My Summer Love                          | [ 106 ] |
| 1987                                                        | «I Just Can't Stop Loving You» (при участии Саиды Гаррет)                       | 1                       | 1                       | 10                      | 5                       | 2                       | —                       | 1                       | 5                       | —                       | 2                       | 1                       | 3                       | 1                       | 3                       | 12                      | 2                       | 4                       | 1                       | —                       | Список - RIAA: Золотой - BPI: Серебряный | Bad                                              | [ 107 ] |
| 1987                                                        | «Bad»                                                                           | 1                       | 3                       | 4                       | 9                       | 4                       | 37 [A]                  | 1                       | 1                       | 5                       | 5                       | 1                       | 2                       | 2                       | 6                       | 4                       | 3                       | 4                       | 1                       | —                       | Список - RIAA: Платиновый - ARIA: Платиновый - SNEP: Серебряный - BPI: Золотой | Bad                                              | [ 108 ] |
| 1987                                                        | «The Way You Make Me Feel»                                                      | 1                       | 3                       | 5                       | 15                      | 12                      | 20 [A]                  | 1                       | 1                       | 7                       | 7                       | 6                       | 2                       | —                       | 17                      | 29                      | 8                       | 24 [A]                  | 2                       | —                       | Список - RIAA: 2×Платиновый - ARIA: Золотой - IFPI Danmark: Платиновый - BPI: Платиновый | Bad                                              | [ 110 ] |
| 1988                                                        | «Man in the Mirror»                                                             | 1                       | 2                       | 8 [A]                   | 10                      | 23                      | 12 [A]                  | 3                       | 11                      | —                       | 3                       | 13                      | 4                       | 15 [A]                  | —                       | —                       | 22 [A]                  | 19 [A]                  | 11                      | —                       | Список - RIAA: 3×Платиновый - IFPI Danmark: Платиновый - BPI: 2хПлатиновый | Bad                                              | [ 112 ] |
| 1988                                                        | «Dirty Diana»                                                                   | 1                       | 4                       | 27                      | 7                       | 3                       | 5 [A]                   | 3                       | 1                       | 6                       | 5                       | 2                       | 5                       | 17 [A]                  | 15                      | 9                       | 3                       | 29 [A]                  | 1                       | —                       | Список - RIAA: Платиновый - BPI: Золотой | Bad                                              | [ 114 ] |
| 1988                                                        | «Another Part of Me»                                                            | 11                      | 15                      | 44                      | 20                      | 10                      | —                       | 5                       | 31                      | —                       | 28                      | 8                       | 14                      | —                       | 3                       | 32                      | 5                       | —                       | 3                       | —                       | | Bad                                              | [ 115 ] |
| 1988                                                        | «Smooth Criminal»                                                               | 7                       | 8                       | 16                      | 17                      | 9                       | 28 [A]                  | 4                       | 1                       | 6                       | —                       | 1                       | 29                      | —                       | 1                       | —                       | 5                       | 12 [A]                  | 1                       | —                       | Список - RIAA: 2×Платиновый - BVMI: Золотой - IFPI Danmark: Платиновый - FIMI: Золотой - AMPROFON: Золотой - SNEP: Серебряный - BPI: Платиновый | Bad                                              | [ 117 ] |
| 1989                                                        | «Leave Me Alone»                                                                | — [B]                   | 2                       | 37                      | 15                      | 16                      | —                       | 1                       | 1                       | 8                       | —                       | 5                       | 9                       | 6                       | 7                       | 17                      | 10                      | 19                      | 3                       | —                       | Список - BPI: Серебряный | Bad                                              | [ 118 ] |
| 1989                                                        | «Liberian Girl»                                                                 | — [B]                   | 13                      | 50                      | —                       | 23                      | —                       | 1                       | —                       | —                       | —                       | 14                      | 31                      | —                       | 9                       | 15                      | 12                      | —                       | 12                      | —                       | | Bad                                              | [ 119 ] |
| 1991                                                        | «Black or White»                                                                | 1                       | 1                       | 1                       | 2                       | 2                       | 1                       | 1                       | 1                       | 7                       | 1                       | 2                       | 1                       | 1                       | 1                       | 1                       | 1                       | 1                       | 1                       | —                       | Список - RIAA: 3×Платиновый - ARIA: 2хПлатиновый - BVMI: Золотой - IFPI Danmark: Платиновый - FIMI: Золотой - MC: Золотой - RIANZ: Платиновый - SNEP: Серебряный - BPI: Платиновый                                                                            | Dangerous                                        | [ 123 ] |
| 1992                                                        | «Remember the Time»                                                             | 3                       | 3                       | 6                       | 16                      | 8                       | 4                       | 3                       | 2                       | 10                      | 2                       | 4                       | 1                       | 10                      | 7                       | 5                       | 4                       | 8                       | 2                       | —                       | Список - RIAA: 3×Платиновый - ARIA: Золотой - BPI: Серебряный | Dangerous                                        | [ 125 ] |
| 1992                                                        | «In the Closet»                                                                 | 6                       | 8                       | 5                       | 23                      | 15                      | —                       | 4                       | 2                       | 9                       | 16                      | 9                       | 5                       | 10                      | 5                       | 9                       | 25                      | 29                      | 14                      | —                       | Список - RIAA: Золотой - ARIA: Золотой | Dangerous                                        | [ 126 ] |
| 1992                                                        | «Jam»                                                                           | 26                      | 13                      | 11                      | 28                      | 18                      | —                       | 5                       | 1                       | 11                      | 29                      | 12                      | 2                       | —                       | 18                      | 8                       | 22                      | 30                      | 10                      | —                       | | Dangerous                                        | [ 127 ] |
| 1992                                                        | «Who Is It»                                                                     | 14                      | 10                      | 34                      | 5                       | 9                       | —                       | 6                       | 19                      | —                       | 6                       | 13                      | 16                      | 10                      | 11                      | 8                       | 14                      | 24                      | 9                       | —                       | | Dangerous                                        | [ 128 ] |
| 1992                                                        | «Heal the World»                                                                | 27                      | 2                       | 20                      | 4                       | 3                       | 7 [A]                   | 2                       | 1                       | 4                       | 21                      | 4                       | 3                       | 3                       | 13                      | 2                       | 5                       | 15                      | 3                       | —                       | Список - BPI: Золотой - BVMI: Золотой - FIMI: Золотой - RIANZ: Золотой - SNEP: Серебряный - ARIA: Золотой | Dangerous                                        | [ 129 ] |
| 1993                                                        | «Give In to Me»                                                                 | — [B]                   | 2                       | 4                       | 12                      | 10                      | —                       | 2                       | 6                       | —                       | —                       | 4                       | 1                       | 7                       | 19                      | 7                       | 7                       | 15                      | 13                      | —                       | Список - ARIA: Золотой - RIANZ: Золотой | Dangerous                                        | [ 131 ] |
| 1993                                                        | «Will You Be There»                                                             | 7                       | 9                       | 42 [A]                  | 11                      | 12                      | 14 [A]                  | 6                       | —                       | —                       | 6                       | 3                       | 2                       | —                       | 12                      | 29                      | 3                       | 22 [A]                  | 3                       | —                       | Список - RIAA: Платиновый | Dangerous                                        | [ 132 ] |
| 1993                                                        | «Gone Too Soon»                                                                 | — [B]                   | 33                      | 76                      | —                       | 45                      | —                       | 18                      | —                       | —                       | —                       | 20                      | 6                       | —                       | —                       | 32                      | 33                      | —                       | 21                      | —                       | | Dangerous                                        | [ 133 ] |
| 1995                                                        | «Scream» (при участии Джанет Джексон)/«Childhood»                               | 5                       | 3                       | 2                       | 9                       | 8                       | 2                       | 6                       | 1                       | —                       | 5/73                    | 4                       | 1                       | 2                       | 1                       | 4                       | 3                       | 8                       | 5                       | 3                       | Список - RIAA: Платиновый - ARIA: Золотой - RIANZ: Золотой - BPI: Серебряный | HIStory: Past, Present and Future, Book I        | [ 137 ] |
| 1995                                                        | «You Are Not Alone»                                                             | 1                       | 1                       | 7                       | 2                       | 4                       | 2                       | 1                       | 1                       | 5                       | 11                      | 6                       | 1                       | 9                       | 10                      | 1                       | 1                       | 2                       | 3                       | 1                       | Список - RIAA: Платиновый - ARIA: Платиновый - BVMI: Золотой - RIANZ: Золотой - SNEP: Золотой - IFP SWII: Золотой - BEA: Золотой - BPI:Платиновый | HIStory: Past, Present and Future, Book I        | [ 140 ] |
| 1995                                                        | «Earth Song»                                                                    | — [B]                   | 1                       | 15                      | 2                       | 1                       | 4                       | 2                       | 1                       | 15                      | 40                      | 3                       | 4                       | —                       | 8                       | 2                       | 1                       | 4                       | 4                       | 2                       | Список - RIAA: Золотой - BVMI: 2хПлатиновый - IFPI Danmark: Золотой - SNEP: Золотой - IFPI Norway: Золотой - IFPI SWI: Золотой - BEA: Золотой - BPI: 2хПлатиновый                                                                                             | HIStory: Past, Present and Future, Book I        | [ 144 ] |
| 1996                                                        | «They Don't Care About Us»                                                      | 30                      | 4                       | 16                      | 2                       | 1                       | 4                       | 7                       | 2                       | 9                       | —                       | 4                       | 9                       | 6                       | 6                       | 4                       | 3                       | 3                       | 9                       | 3                       | Список - RIAA: Золотой - ARIA: Золотой - BVMI: 3хЗолотой - IFPI Danmark: Платиновый - SNEP: Серебряный - IFPI Norway: Золотой - BEA: Золотой - BPI: Платиновый                                                                                                | HIStory: Past, Present and Future, Book I        | [ 147 ] |
| 1996                                                        | «Stranger in Moscow»                                                            | 91                      | 4                       | 14                      | 7                       | 21                      | 8                       | 13                      | 1                       | 8                       | —                       | 6                       | 6                       | —                       | 14                      | 18                      | 5                       | 21                      | 26                      | 21                      | Список - BPI: Серебряный | HIStory: Past, Present and Future, Book I        | [ 148 ] |
| 1997                                                        | «Blood on the Dance Floor»                                                      | 42                      | 1                       | 5                       | 9                       | 5                       | 1                       | 5                       | 1                       | 10                      | 4                       | 7                       | 1                       | 2                       | 2                       | 10                      | 5                       | 2                       | 11                      | 11                      | Список - ARIA: Золотой - BVMI: Золотой - BPI: Серебряный | Blood on the Dance Floor: HIStory in the Mix     | [ 150 ] |
| 1997                                                        | «HIStory/Ghosts»                                                                | — [B]                   | 5                       | 43                      | 36                      | 14                      | —                       | 16                      | 4                       | —                       | —                       | 14                      | 29                      | —                       | 16                      | 26                      | 16                      | 12                      | 17                      | 10                      | | Blood on the Dance Floor: HIStory in the Mix     | [ 152 ] |
| 2001                                                        | «You Rock My World»                                                             | 10                      | 2                       | 4                       | 9                       | 6                       | 1                       | 4                       | 1                       | 3                       | 2                       | 2                       | 13                      | 2                       | 2                       | 1                       | 5                       | 5                       | 4                       | 2                       | Список - RIAA:Золотой - ARIA: Золотой - SNEP: Золотой - IFPI Norway: Золотой - BEA: Золотой - BPI: Золотой | Invincible                                       | [ 155 ] |
| 2001                                                        | «Butterflies»                                                                   | 14                      | —                       | —                       | —                       | —                       | —                       | —                       | —                       | —                       | —                       | —                       | —                       | —                       | —                       | —                       | —                       | —                       | —                       | —                       | | Invincible                                       | [ 156 ] |
| 2001                                                        | «Cry»                                                                           | —                       | 25                      | 43                      | 65                      | 76                      | 16                      | 43                      | 6                       | —                       | —                       | 39                      | —                       | —                       | —                       | 30                      | 42                      | 48                      | 2                       | 31                      | | Invincible                                       | [ 158 ] |
| 2003                                                        | «One More Chance»                                                               | 83                      | 5                       | —                       | 58                      | 29                      | —                       | 21                      | 7                       | 7                       | 41                      | 28                      | —                       | —                       | —                       | 44                      | 24                      | —                       | 30                      | 37                      | | Number Ones                                      | [ 159 ] |
| 2008                                                        | «The Girl Is Mine 2008» (при участии will.i.am)                                 | —                       | 32                      | 60                      | 51                      | 21                      | 31                      | 38                      | —                       | —                       | 76                      | 12                      | —                       | —                       | —                       | 22                      | 47                      | 41                      | 20                      | 10                      | | Thriller 25                                      | [ 161 ] |
| 2008                                                        | «Wanna Be Startin' Somethin' 2008» (при участии Эйкона)                         | 81                      | 69                      | 8                       | —                       | 63                      | —                       | —                       | —                       | 20                      | 32                      | —                       | 4                       | —                       | —                       | 10                      | 30                      | 3                       | 15                      | 30                      | Список - ARIA: Золотой | Thriller 25                                      | [ 163 ] |
| 2010                                                        | «Mind Is the Magic»                                                             | —                       | —                       | —                       | —                       | —                       | —                       | —                       | —                       | —                       | —                       | —                       | —                       | —                       | —                       | 80                      | —                       | —                       | —                       | —                       | | Mind Is the Magic: Anthem for the Las Vegas Show | [ 164 ] |
| 2010                                                        | «Hold My Hand» (при участии Эйкона)                                             | 39                      | 10                      | 37                      | 9                       | 7                       | 3                       | 21                      | 7                       | 4                       | 16                      | 27                      | 6                       | 9                       | 16                      | 27                      | 9                       | 8                       | 10                      | 8                       | Список - RIAA: Золотой - BVMI: Золотой - FIMI: Золотой - PROMUSICAE: Золотой - RIANZ: Золотой - GLF: Платиновый - BPI: Серебряный | Michael                                          | [ 168 ] |
| 2011                                                        | «Hollywood Tonight»                                                             | —                       | 7                       | —                       | —                       | 55                      | —                       | —                       | —                       | —                       | —                       | —                       | —                       | —                       | —                       | —                       | —                       | —                       | 16                      | 5                       | | Michael                                          | [ 169 ] |
| 2011                                                        | «Behind the Mask»                                                               | —                       | —                       | —                       | —                       | —                       | —                       | —                       | —                       | —                       | —                       | —                       | —                       | —                       | —                       | —                       | —                       | —                       | —                       | 24                      | | Michael                                          | [ 170 ] |
| 2011                                                        | «(I Like) The Way You Love Me»                                                  | —                       | —                       | —                       | —                       | —                       | —                       | —                       | —                       | —                       | —                       | —                       | —                       | —                       | —                       | —                       | —                       | —                       | —                       | —                       | | Michael                                          | [ 171 ] |
| 2014                                                        | «Love Never Felt So Good» (сольная версия или при участии Джастина Тимберлейка) | 9                       | 8                       | 28                      | 20                      | 18                      | 1                       | 17                      | 6                       | 4                       | 20                      | 2                       | 12                      | —                       | 6                       | 2                       | 15                      | 57                      | 4                       | 6                       | Список - RIAA: Платиновый - BVMI: Платиновый - IFPI Danmark: Платиновый - FIMI: Платиновый - AMPROFON: Платиновый + Золотой - BEA: Золотой - BPI: Платиновый                                                                                                  | Xscape                                           | [ 174 ] |
| 2014                                                        | «A Place with No Name»                                                          | —                       | 7                       | —                       | —                       | —                       | —                       | —                       | —                       | 86                      | —                       | 24                      | —                       | —                       | —                       | 93                      | —                       | —                       | 5                       | 19                      | | Xscape                                           | [ 175 ] |
| «—» обозначает, что сингл не попал в хит-парад этой страны. |                                                                                 |                         |                         |                         |                         |                         |                         |                         |                         |                         |                         |                         |                         |                         |                         |                         |                         |                         |                         |                         | |                                                  |         |

- A↑ ↑ ↑ ↑ ↑ ↑ ↑ ↑ ↑ ↑ ↑ ↑ ↑ ↑ ↑ ↑ ↑ ↑ ↑ ↑ ↑ ↑ ↑ ↑ ↑ ↑ ↑ ↑ ↑ ↑ Позиция сингла в 2009 году.
- B ↑ ↑ ↑ ↑ ↑ ↑ Синглы не были выпущены в США.

## Как приглашенный артист
| Год                                                         | Сингл                                              | Высшая позиция в чартах | Высшая позиция в чартах | Высшая позиция в чартах | Высшая позиция в чартах | Высшая позиция в чартах | Высшая позиция в чартах | Высшая позиция в чартах | Высшая позиция в чартах | Высшая позиция в чартах | Высшая позиция в чартах | Высшая позиция в чартах | Высшая позиция в чартах | Высшая позиция в чартах | Высшая позиция в чартах | Высшая позиция в чартах | Высшая позиция в чартах | Высшая позиция в чартах | Высшая позиция в чартах | Высшая позиция в чартах | Сертификация | Альбом            | П       |
| Год                                                         | Сингл                                              | US                      | GB                      | AU                      | AT                      | DE                      | DK                      | IE                      | ES                      | IT                      | CA                      | NL                      | NZ                      | NO                      | FI                      | FR                      | CH                      | SE                      | VL                      | WA                      | Сертификация | Альбом            | П       |
| ----------------------------------------------------------- | -------------------------------------------------- | ----------------------- | ----------------------- | ----------------------- | ----------------------- | ----------------------- | ----------------------- | ----------------------- | ----------------------- | ----------------------- | ----------------------- | ----------------------- | ----------------------- | ----------------------- | ----------------------- | ----------------------- | ----------------------- | ----------------------- | ----------------------- | ----------------------- | --- | ----------------- | ------- |
| 1983                                                        | «Say Say Say» (совместно с Полом Маккартни)        | 1                       | 2                       | 4                       | 10                      | 12                      | —                       | 3                       | 1                       | 1                       | 1                       | 8                       | 1                       | 1                       | 1                       | 2                       | 2                       | 1                       | 2                       | —                       | Список - RIAA: Платиновый - MC: Платиновый - SNEP: Золотой - BPI: Серебряный                                                             | Pipes of Peace    | [ 178 ] |
| 1987                                                        | «Get It» (совместно с Стиви Уандером)              | 80                      | 37                      | —                       | —                       | —                       | —                       | 16                      | 19                      | —                       | —                       | 24                      | —                       | —                       | 22                      | 49                      | —                       | —                       | 15                      | —                       | | Characters        | [ 179 ] |
| 1993                                                        | «Whatzupwitu» (совместно с Эдди Мерфи)             | 121                     | 74                      | 88                      | —                       | —                       | —                       | —                       | —                       | —                       | —                       | 50                      | —                       | —                       | —                       | 36                      | —                       | —                       | —                       |                         | | Love's Alright    | [ 180 ] |
| 1996                                                        | «Why» (совместно с 3T)                             | 112                     | 2                       | 46                      | 21                      | 29                      | —                       | 14                      | —                       | —                       | —                       | 13                      | 9                       | —                       | —                       | 9                       | 11                      | 14                      | 19                      | 10                      | Список - SNEP: Золотой | Brotherhood       | [ 183 ] |
| 2011                                                        | «All in Your Name» (совместно с Барри Гиббом)      | —                       | —                       | —                       | —                       | —                       | —                       | —                       | —                       | —                       | —                       | —                       | —                       | —                       | —                       | —                       | —                       | —                       | —                       | —                       | | Неальбомный сингл | [ 184 ] |
| 2018                                                        | «Don't Matter to Me» (совместно с Дрейком)         | 9                       | 2                       | 3                       | 18                      | 16                      | 2                       | 3                       | 33                      | 23                      | 4                       | 7                       | 6                       | 4                       | 11                      | 24                      | 5                       | 1                       | 33                      | 37                      | Список - ARIA: 2xПлатиновый - IFPI Danmark: Платиновый - FIMI: Золотой - MC: Золотой - SNEP: Золотой - GLF: Платиновый - BPI: Платиновый | Scorpion          | [ 191 ] |
| 2023                                                        | «Say Say Say» (совместно с Kygo и Полом Маккартни) | —                       | —                       | —                       | —                       | —                       | —                       | —                       | —                       | —                       | —                       | —                       | 38                      | 16                      | —                       | 78                      | —                       | 41                      | —                       | 33                      | | Неальбомный сингл | [ 192 ] |
| «—» обозначает, что сингл не попал в хит-парад этой страны. |                                                    |                         |                         |                         |                         |                         |                         |                         |                         |                         |                         |                         |                         |                         |                         |                         |                         |                         |                         |                         | |                   |         |

## Другие появления

### Участие в релизах других исполнителей
| Год                                                         | Сингл | Высшая позиция в чартах | Высшая позиция в чартах | Высшая позиция в чартах | Высшая позиция в чартах | Высшая позиция в чартах | Высшая позиция в чартах | Высшая позиция в чартах | Высшая позиция в чартах | Высшая позиция в чартах | Высшая позиция в чартах | Высшая позиция в чартах | Высшая позиция в чартах | Высшая позиция в чартах | Высшая позиция в чартах | Высшая позиция в чартах | Высшая позиция в чартах | Высшая позиция в чартах | Высшая позиция в чартах | Сертификация | Альбом                      | П       |
| Год                                                         | Сингл | US                      | GB                      | AU                      | AT                      | DE                      | IE                      | ES                      | IT                      | CA                      | NL                      | NZ                      | NO                      | FI                      | FR                      | CH                      | SE                      | VL                      | WA                      | Сертификация | Альбом                      | П       |
| ----------------------------------------------------------- | --- | ----------------------- | ----------------------- | ----------------------- | ----------------------- | ----------------------- | ----------------------- | ----------------------- | ----------------------- | ----------------------- | ----------------------- | ----------------------- | ----------------------- | ----------------------- | ----------------------- | ----------------------- | ----------------------- | ----------------------- | ----------------------- | --- | --------------------------- | ------- |
| 1980                                                        | «Save Me» (Дэйв Мэйсон при участии Майкла Джексона)                                                                | 71                      | —                       | —                       | —                       | —                       | —                       | —                       | —                       | —                       | —                       | —                       | —                       | —                       | —                       | —                       | —                       | —                       | —                       | | Old Crest on a New Wave     | [ 193 ] |
| 1980                                                        | «Night Time Lover» (ЛаТойя Джексон при участии Майкла Джексона)                                                    | —                       | —                       | —                       | —                       | —                       | —                       | —                       | —                       | —                       | —                       | —                       | —                       | —                       | —                       | —                       | —                       | —                       | —                       | | La Toya Jackson             | [ 194 ] |
| 1982                                                        | «Muscles» (Дайана Росс при участии Майкла Джексона)                                                                | 10                      | 15                      | 50                      | —                       | 69                      | 23                      | 12                      | —                       | 18                      | 10                      | 18                      | —                       | 16                      | —                       | —                       | 6                       | 14                      | —                       | | Silk Electric               | [ 195 ] |
| 1982                                                        | «State of Independence» (Донна Саммер при участии Майкла Джексона и других звезд)                                  | 41                      | 14                      | —                       | —                       | —                       | 10                      | —                       | —                       | —                       | 3                       | —                       | —                       | —                       | —                       | —                       | —                       | —                       | —                       | | Donna Summer                | [ 196 ] |
| 1984                                                        | «Somebody's Watching Me» (Rockwell при участии Майкла Джексона)                                                    | 2                       | 6                       | 12                      | 14                      | 2                       | 6                       | 1                       | 14                      | 2                       | 4                       | 5                       | 7                       | 14                      | 5                       | 3                       | 4                       | 1                       | —                       | Список - RIAA: Золотой - MC: Золотой                                                                                  | Somebody's Watching Me      | [ 199 ] |
| 1984                                                        | «Don't Stand Another Chance» (Джанет Джексон при участии Майкла Джексона)                                          | 101                     | —                       | —                       | —                       | —                       | —                       | —                       | —                       | —                       | —                       | —                       | —                       | —                       | —                       | —                       | —                       | —                       | —                       | | Dream Street                | [ 201 ] |
| 1984                                                        | «Centipede» (Рибби Джексон при участии Майкла Джексона и The Weather Girls)                                        | 24                      | —                       | 97                      | —                       | —                       | —                       | —                       | —                       | —                       | —                       | 4                       | —                       | —                       | —                       | —                       | —                       | —                       | —                       | Список - RIAA: Золотой                                                                                                | Centipede                   | [ 203 ] |
| 1985                                                        | «We Are the World» (в составе USA for Africa)                                                                      | 1                       | 1                       | 1                       | 2                       | 2                       | 1                       | 1                       | 1                       | 1                       | 1                       | 1                       | 1                       | 1                       | 1                       | 1                       | 1                       | 1                       | —                       | Список - RIAA: 4хПлатиновый - FIMI: Золотой - MC: Платиновый - RIANZ: Платиновый - SNEP: Платиновый - BPI: Серебряный | We Are the World            | [ 210 ] |
| 1985                                                        | «Eaten Alive» (Дайана Росс при участии Майкла Джексона, Барри Гибба и Мориса Гибба)                                | 77                      | 71                      | 81                      | —                       | 38                      | 29                      | —                       | 21                      | 79                      | 17                      | 26                      | —                       | 14                      | —                       | 17                      | 14                      | 24                      | —                       | | Eaten Alive                 | [ 211 ] |
| 1989                                                        | «2300 Jackson Street» (The Jacksons при участии Майкла Джексона, Марлона Джексона, Джанет Джексон и Рибби Джексон) | —                       | 76                      | —                       | —                       | —                       | —                       | —                       | —                       | —                       | 39                      | —                       | —                       | —                       | —                       | —                       | —                       | —                       | —                       | | 2300 Jackson Street         | [ 212 ] |
| 1990                                                        | «Do the Bartman» (Симпсоны при участии Майкла Джексона)                                                            | —                       | 1                       | 1                       | 17                      | 5                       | 1                       | 2                       | —                       | 14                      | 3                       | 1                       | 1                       | 5                       | —                       | 12                      | 3                       | 4                       | —                       | Список - ARIA: Золотой - BPI: Золотой - RIANZ: Золотой                                                                | The Simpsons Sing the Blues | [ 215 ] |
| 1996                                                        | «State of Independence (remix)» (Донна Саммер при участии Майкла Джексона и других звезд)                          | —                       | 13                      | —                       | —                       | —                       | —                       | —                       | —                       | —                       | —                       | —                       | —                       | —                       | —                       | —                       | —                       | —                       | —                       | | Неальбомный сингл           | [ 216 ] |
| 1996                                                        | «I Need You» (3T при участии Майкла Джексона)                                                                      | —                       | 3                       | 17                      | —                       | 22                      | 14                      | —                       | —                       | —                       | 5                       | 30                      | —                       | —                       | 5                       | 9                       | 42                      | 9                       | 8                       | Список - ARIA: Золотой - SNEP: Золотой - BPI: Серебряный - BEA: Золотой                                               | Brotherhood                 | [ 220 ] |
| 2010                                                        | «We Are the World 25 for Haiti» (в составе Artists for Haiti)                                                      | 2                       | 50                      | 18                      | —                       | —                       | 9                       | 15                      | 11                      | 7                       | —                       | 8                       | 1                       | —                       | —                       | —                       | 5                       | 1                       | 1                       | | Неальбомный сингл           | [ 221 ] |
| 2018                                                        | «Low» (Ленни Кравитц при участии Майкла Джексона )                                                                 | —                       | —                       | —                       | —                       | 61                      | —                       | —                       | 53                      | —                       | —                       | —                       | —                       | —                       | 147                     | 69                      | —                       | 8                       | 6                       | Список - FIMI: Золотой                                                                                                | Raise Vibration             | [ 223 ] |
| «—» обозначает, что сингл не попал в хит-парад этой страны. | |                         |                         |                         |                         |                         |                         |                         |                         |                         |                         |                         |                         |                         |                         |                         |                         |                         |                         | |                             |         |

## Промосинглы и ограниченные релизы
| Год                                                         | Сингл                                                                             | Высшая позиция в чартах | Высшая позиция в чартах | Высшая позиция в чартах | Высшая позиция в чартах | Высшая позиция в чартах | Высшая позиция в чартах | Высшая позиция в чартах | Высшая позиция в чартах | Высшая позиция в чартах | Высшая позиция в чартах | Высшая позиция в чартах | Высшая позиция в чартах | Высшая позиция в чартах | Высшая позиция в чартах | Высшая позиция в чартах | Высшая позиция в чартах | Высшая позиция в чартах | Сертификация           | Альбом                                       | П        |
| Год                                                         | Сингл                                                                             | US                      | GB                      | AU                      | AT                      | DE                      | IE                      | ES                      | IT                      | CA                      | NL                      | NZ                      | NO                      | FR                      | CH                      | SE                      | VL                      | WA                      | Сертификация           | Альбом                                       | П        |
| ----------------------------------------------------------- | --------------------------------------------------------------------------------- | ----------------------- | ----------------------- | ----------------------- | ----------------------- | ----------------------- | ----------------------- | ----------------------- | ----------------------- | ----------------------- | ----------------------- | ----------------------- | ----------------------- | ----------------------- | ----------------------- | ----------------------- | ----------------------- | ----------------------- | ---------------------- | -------------------------------------------- | -------- |
| 1972                                                        | «We've Got A Good Thing Going»                                                    | —                       | —                       | —                       | —                       | —                       | —                       | —                       | —                       | —                       | —                       | —                       | —                       | —                       | —                       | —                       | —                       | —                       |                        | Ben                                          | [ 224 ]  |
| 1973                                                        | «Too Young»                                                                       | —                       | —                       | —                       | —                       | —                       | —                       | —                       | —                       | —                       | —                       | —                       | —                       | —                       | —                       | —                       | —                       | —                       |                        | Music & Me                                   | [ 225 ]  |
| 1974                                                        | «Doggin' Around»                                                                  | —                       | —                       | —                       | —                       | —                       | —                       | —                       | —                       | —                       | —                       | —                       | —                       | —                       | —                       | —                       | —                       | —                       |                        | Music & Me                                   | [ 226 ]  |
| 1982                                                        | «Someone in the Dark»                                                             | —                       | —                       | —                       | —                       | —                       | —                       | —                       | —                       | —                       | —                       | —                       | —                       | —                       | —                       | —                       | —                       | —                       |                        | E.T. the Extra-Terrestrial                   | [ 227 ]  |
| 1982                                                        | «The Lady in My Life»                                                             | —                       | —                       | —                       | —                       | —                       | —                       | —                       | —                       | —                       | —                       | —                       | —                       | —                       | —                       | —                       | —                       |                         | Список - RIAA: Золотой | Thriller                                     | [ ~ 4 ]  |
| 1983                                                        | «The Man» (совместно с Полом Маккартни)                                           | —                       | —                       | —                       | —                       | —                       | —                       | —                       | —                       | —                       | —                       | —                       | —                       | —                       | —                       | —                       | —                       | —                       |                        | Pipes of Peace                               | [ 228 ]  |
| 1984                                                        | «Touch the One You Love»                                                          | —                       | —                       | —                       | —                       | —                       | —                       | —                       | —                       | —                       | —                       | —                       | —                       | —                       | —                       | —                       | —                       | —                       |                        | Farewell My Summer Love                      | [ 229 ]  |
| 1984                                                        | «Tell Me I'm Not Dreamin' (Too Good to Be True)» (совместно с Джермейном Джексон) | —                       | —                       | —                       | —                       | —                       | —                       | —                       | —                       | —                       | —                       | —                       | —                       | —                       | —                       | —                       | —                       | —                       |                        | Jermaine Jackson / Dynamite                  | [ 232 ]  |
| 1986                                                        | «Love's Gone Bad»                                                                 | —                       | —                       | —                       | —                       | —                       | —                       | —                       | —                       | —                       | —                       | —                       | —                       | —                       | —                       | —                       | —                       | —                       |                        | Looking Back to Yesterday                    | [ 233 ]  |
| 1987                                                        | «Twenty-Five Miles»                                                               | —                       | —                       | —                       | —                       | —                       | —                       | —                       | —                       | —                       | —                       | —                       | —                       | —                       | —                       | —                       | —                       | —                       |                        | The Original Soul of Michael Jackson         | [ 234 ]  |
| 1987                                                        | «Speed Demon»                                                                     | —                       | —                       | —                       | —                       | —                       | —                       | —                       | —                       | —                       | —                       | —                       | —                       | —                       | —                       | —                       | —                       | —                       |                        | Bad                                          | [ 235 ]  |
| 1992                                                        | «Someone Put Your Hand Out»                                                       | —                       | —                       | —                       | —                       | —                       | —                       | —                       | —                       | —                       | —                       | —                       | —                       | —                       | —                       | —                       | —                       | —                       |                        | Неальбомный сингл                            | [ 236 ]  |
| 1992                                                        | «Black or White (The Clivillés & Coles Remixes)»                                  | —                       | 14                      | 18                      | —                       | —                       | 11                      | —                       | —                       | —                       | —                       | —                       | —                       | —                       | —                       | —                       | —                       | —                       |                        | Неальбомный сингл                            | [ 237 ]  |
| 1993                                                        | «Dangerous»                                                                       | —                       | —                       | —                       | —                       | 99                      | —                       | —                       | —                       | —                       | —                       | —                       | —                       | —                       | 78                      | —                       | —                       | —                       |                        | Dangerous                                    | [ ~ 6 ]  |
| 1993                                                        | «Can't Let Her Get Away»                                                          | —                       | —                       | —                       | —                       | —                       | —                       | —                       | —                       | —                       | —                       | —                       | —                       | —                       | —                       | —                       | —                       | —                       |                        | Dangerous                                    | [ 240 ]  |
| 1995                                                        | «This Time Around» (при участии The Notorious B.I.G.)                             | —                       | —                       | —                       | —                       | —                       | —                       | —                       | —                       | —                       | —                       | —                       | —                       | —                       | —                       | —                       | —                       | —                       |                        | HIStory: Past, Present and Future, Book I    | [ 241 ]  |
| 1995                                                        | «Scream (David Morales Remix)» (при участии Джанет Джексон                        | —                       | 43                      | —                       | —                       | —                       | —                       | —                       | —                       | —                       | —                       | —                       | —                       | —                       | —                       | —                       | —                       | —                       |                        | Неальбомный сингл                            | [ 242 ]  |
| 1997                                                        | «On the Line»                                                                     | —                       | —                       | —                       | —                       | —                       | —                       | —                       | —                       | —                       | —                       | —                       | —                       | —                       | —                       | —                       | —                       | —                       |                        | Ghosts – Deluxe Collector Box Set            | [ 243 ]  |
| 1997                                                        | «Is It Scary»                                                                     | —                       | —                       | —                       | —                       | —                       | —                       | —                       | —                       | —                       | —                       | —                       | —                       | —                       | —                       | —                       | —                       | —                       |                        | Blood on the Dance Floor: HIStory in the Mix | [ 244 ]  |
| 1997                                                        | «Smile»                                                                           | —                       | 74                      | —                       | —                       | 71                      | —                       | —                       | —                       | —                       | —                       | —                       | —                       | —                       | 70                      | —                       | —                       | —                       |                        | HIStory: Past, Present and Future, Book I    | [ 245 ]  |
| 2001                                                        | «Speechless»                                                                      | —                       | —                       | —                       | —                       | —                       | —                       | —                       | —                       | —                       | —                       | —                       | —                       | —                       | —                       | —                       | —                       | —                       |                        | Invincible                                   | [ 246 ]  |
| 2002                                                        | «Heaven Can Wait»                                                                 | —                       | —                       | —                       | —                       | —                       | —                       | —                       | —                       | —                       | —                       | —                       | —                       | —                       | —                       | —                       | —                       | —                       |                        | Invincible                                   | [ 229 ]  |
| 2003                                                        | «What More Can I Give» (при участии всех звезд)                                   | —                       | —                       | —                       | —                       | —                       | —                       | —                       | —                       | —                       | —                       | —                       | —                       | —                       | —                       | —                       | —                       | —                       |                        | Неальбомный сингл                            | [ 248 ]  |
| 2003                                                        | «Todo Para Ti» (при участии всех звезд)                                           | —                       | —                       | —                       | —                       | —                       | —                       | —                       | —                       | —                       | —                       | —                       | —                       | —                       | —                       | —                       | —                       | —                       |                        | Неальбомный сингл                            | [ 249 ]  |
| 2004                                                        | «Cheater»                                                                         | —                       | —                       | —                       | —                       | —                       | —                       | —                       | —                       | —                       | —                       | —                       | —                       | —                       | —                       | —                       | —                       | —                       |                        | The Ultimate Collection                      | [ 250 ]  |
| 2008                                                        | «Beat It 2008» (при участии Ферги)                                                | —                       | —                       | —                       | 14                      | —                       | —                       | —                       | —                       | 77                      | —                       | —                       | —                       | —                       | 26                      | 8                       | —                       | —                       |                        | Thriller 25                                  | [ 251 ]  |
| 2008                                                        | «Billie Jean 2008» (при участии Канье Уэста)                                      | —                       | —                       | —                       | —                       | —                       | —                       | —                       | —                       | —                       | —                       | —                       | —                       | —                       | —                       | —                       | —                       | —                       |                        | Thriller 25                                  | [ 252 ]  |
| 2008                                                        | «Thriller Megamix»                                                                | —                       | 96                      | —                       | —                       | —                       | —                       | —                       | —                       | —                       | —                       | —                       | —                       | —                       | —                       | —                       | —                       | —                       |                        | King of Pop                                  | [ 253 ]  |
| 2009                                                        | «This Is It» (при участии The Jacksons)                                           | —                       | —                       | —                       | —                       | —                       | —                       | 18                      | —                       | 56                      | —                       | —                       | —                       | —                       | —                       | —                       | —                       | —                       |                        | This Is It                                   | [ 254 ]  |
| 2010                                                        | «Breaking News»                                                                   | —                       | —                       | —                       | —                       | —                       | —                       | —                       | —                       | —                       | —                       | —                       | —                       | —                       | —                       | —                       | —                       | —                       |                        | Michael                                      | [ 256 ]  |
| 2010                                                        | «Much Too Soon»                                                                   | —                       | —                       | —                       | —                       | —                       | —                       | —                       | —                       | —                       | —                       | —                       | —                       | —                       | —                       | —                       | —                       | —                       |                        | Michael                                      | [ 257 ]  |
| 2011                                                        | Immortal Megamix                                                                  | —                       | —                       | 41                      | —                       | —                       | —                       | —                       | —                       | —                       | —                       | —                       | —                       | —                       | —                       | —                       | —                       | —                       |                        | Immortal                                     | [ 258 ]  |
| 2011                                                        | «They Don't Care About Us (Immortal Version)»                                     | —                       | —                       | —                       | —                       | —                       | —                       | —                       | —                       | —                       | —                       | —                       | —                       | —                       | —                       | —                       | —                       | —                       |                        | Immortal                                     | [ 259 ]  |
| 2012                                                        | «I Just Can't Stop Loving You» / «Don't Be Messin' 'Round»                        | —                       | —                       | —                       | —                       | —                       | —                       | —                       | —                       | —                       | —                       | —                       | —                       | —                       | —                       | —                       | —                       | —                       |                        | Bad 25                                       | [ 260 ]  |
| 2012                                                        | «Bad (Afrojack Remix) (DJ Buddha Edit)» (при участии Pitbull)                     | —                       | —                       | —                       | —                       | —                       | —                       | —                       | —                       | —                       | —                       | —                       | —                       | —                       | —                       | —                       | —                       | —                       |                        | Bad 25                                       | [ 261 ]  |
| 2014                                                        | «Chicago»                                                                         | —                       | —                       | —                       | —                       | —                       | —                       | —                       | —                       | —                       | 53                      | —                       | —                       | 127                     | —                       | —                       | —                       | —                       |                        | Xscape                                       | [ ~ 10 ] |
| 2014                                                        | «Slave to the Rhythm»                                                             | 45                      | 98                      | —                       | —                       | —                       | —                       | —                       | —                       | 91                      | —                       | —                       | —                       | 119                     | —                       | —                       | —                       | —                       |                        | Xscape                                       | [ 264 ]  |
| 2014                                                        | «Do You Know Where Your Children Are»                                             | —                       | —                       | —                       | —                       | —                       | —                       | —                       | —                       | —                       | 62                      | —                       | —                       | 191                     | —                       | —                       | —                       | —                       |                        | Xscape                                       | [ ~ 11 ] |
| 2014                                                        | «Loving You»                                                                      | —                       | —                       | —                       | —                       | —                       | —                       | —                       | —                       | —                       | 42                      | —                       | —                       | 99                      | —                       | —                       | 72                      | —                       |                        | Xscape                                       | [ 267 ]  |
| 2014                                                        | «Blue Gangsta»                                                                    | —                       | —                       | —                       | —                       | —                       | —                       | —                       | —                       | —                       | 77                      | —                       | —                       | —                       | —                       | —                       | —                       | —                       |                        | Xscape                                       | [ 268 ]  |
| 2014                                                        | «Xscape»                                                                          | —                       | —                       | —                       | —                       | —                       | —                       | —                       | —                       | —                       | 63                      | —                       | —                       | 91                      | —                       | —                       | —                       | —                       |                        | Xscape                                       | [ ~ 12 ] |
| 2014                                                        | «There Must Be More to Life Than This» (совместно с Queen и Уильямом Орбитом)     | —                       | —                       | —                       | —                       | —                       | —                       | —                       | 41                      | —                       | —                       | —                       | —                       | —                       | —                       | —                       | —                       | 45                      |                        | Queen Forever                                | [ 271 ]  |
| 2017                                                        | «Blood on the Dance Floor x Dangerous» (при участии The White Panda)              | —                       | —                       | —                       | —                       | —                       | —                       | —                       | —                       | —                       | —                       | —                       | —                       | —                       | —                       | —                       | —                       | —                       |                        | Scream                                       | [ 272 ]  |
| 2017                                                        | «Thriller»(Steve Aoki Midnight Hour Remix) (при участии Стива Аоки)               | —                       | —                       | —                       | —                       | —                       | —                       | —                       | —                       | —                       | —                       | —                       | —                       | —                       | —                       | —                       | —                       | —                       |                        | Неальбомный сингл                            | [ 273 ]  |
| 2018                                                        | Diamonds Are Invincible (при участии Марка Ронсона)                               | —                       | —                       | —                       | —                       | —                       | —                       | —                       | —                       | —                       | —                       | —                       | —                       | —                       | —                       | —                       | —                       | —                       |                        | Неальбомный сингл                            | [ 274 ]  |
| «—» обозначает, что сингл не попал в хит-парад этой страны. |                                                                                   |                         |                         |                         |                         |                         |                         |                         |                         |                         |                         |                         |                         |                         |                         |                         |                         |                         |                        |                                              |          |